# Ніколаєвська сільська рада (Кармаскалинський район)
Нікола́євська сільська рада (рос. Николаевский сельский совет) — муніципальне утворення у складі Кармаскалинського району Башкортостану, Росія. Адміністративний центр — присілок Константиновка.

## Населення
Населення — 2710 осіб (2019, 2675 в 2010, 2818 в 2002).

## Склад
До складу поселення входять такі населені пункти:
| Населений пункт          | Населення, осіб (2002) | Населення, осіб (2010) |
| ------------------------ | ---------------------- | ---------------------- |
| Кальмовка, присілок      | 40                     | 30                     |
| Константиновка, присілок | 1767                   | 1691                   |
| Ніколаєвка, село         | 918                    | 854                    |
| Ульяновка, присілок      | 93                     | 100                    |